# Aulus Postumius Albus Regillensis (consul en -464)
Pour les articles homonymes, voir Postumius Albus.
Aulus Postumius Albus Regillensis est un homme politique romain du Ve siècle av. J.-C., consul en 464 av. J.-C.

## Famille
Il est le petit-fils d'un Publius Postumius et le fils d'Aulus Postumius Albus Regillensis, dictateur en 499 ou 496 av. J.-C. Son nom complet est Aulus Postumius A.f. P.n. Albus Regillensis. Il est le frère de Spurius Postumius Albus Regillensis, consul en 466 av. J.-C. et décemvir en 451 av. J.-C. et le père de Marcus et Publius Postumius Albinus Regillensis, tribuns consulaires respectivement en 426 et 414 av. J.-C.

## Biographie

### Consulat (464)
Il est élu consul en 464 av. J.-C. avec Spurius Furius Medullinus Fusus,. Les deux consuls mènent des campagnes séparées contre les Èques, laissant Rome entre les mains de Lucius Valerius Potitus Publicola, nommé Praefectus Urbi. Selon Tite-Live, son collègue est vaincu et se retranche dans son camp, assiégé. À Rome, la menace paraît sérieuse et la patrie romaine est proclamée en danger. Le Sénat donne à Aulus Postumius les pleins pouvoirs afin qu'il puisse être en mesure de prendre toutes les décisions nécessaires pour rétablir la situation. Cette préfiguration du senatus consultum ultimum n'est peut-être qu'une anticipation anachronique de Tite-Live. Quoi qu'il en soit, il précise qu'avec l'aide de troupes levées en hâte chez les Latins, les Herniques et les colons d'Antium, il organise la défense du territoire romain. La direction effective des troupes sur le champ de bataille est cependant confiée à un ancien consul, Titus Quinctius Capitolinus Barbatus, avec les pouvoirs (imperium) de proconsul,,. Ce serait alors le premier promagistrat de l'histoire romaine.
Pendant ce temps, le camp de Fusus est toujours assiégé et le consul est blessé. Barbatus arrive en renfort avec son armée d'alliés et attaque les Èques sur leurs arrières. L'armée consulaire, dans un dernier effort, opère une sortie. Les Romains encerclent et défont leurs ennemis. Aulus Postumius aurait tué plusieurs milliers d'envahisseurs èques sur le territoire de Rome, selon une des sources de Tite-Live, Valerius Antias.

### Ambassadeur chez les Èques (458)
En 458 av. J.-C., Aulus Postumius est envoyé avec deux autres anciens consuls, Quintus Fabius Vibulanus et Publius Volumnius Amintinus Gallus, comme représentants de Rome auprès des Èques après qu'ils ont envahi le territoire des Latins, en violation manifeste du traité de paix qui a été signé avec les Romains quelque temps auparavant. Le chef des Èques renvoie la délégation sans l'avoir écouter.

« Si le sénat de Rome vous a chargés d'une mission, répond le général des Èques, adressez-vous à ce chêne ; j'ai autre chose à faire que de vous entendre. Un chêne immense, en effet, s'élevait au-dessus de la tente du général et la couvrait de son ombre. »

— Tite-Live, Histoire romaine, III, 25, 7
La guerre est donc à nouveau déclarée et menée par les consuls de l'année suivante.

### Auteurs antiques
- Tite-Live, Histoire romaine, Livre III, 4-5/25 sur le site de l'Université de Louvain
- Diodore de Sicile, Histoire universelle, Livre XI, 32 sur le site de Philippe Remacle
- (en) Denys d'Halicarnasse, Antiquités romaines, Livre IX, 50-71 sur le site LacusCurtius

### Auteurs modernes
- (en) T. Robert S. Broughton, The Magistrates of the Roman Republic : Volume I, 509 B.C. - 100 B.C., New York, The American Philological Association, coll. « Philological Monographs, number XV, volume I », 1951, 578 p.